# Paul Augustin Mayer
Paul Augustin Mayer, né à Altötting en Bavière le 23 mai 1911 et mort le 30 avril 2010 à Rome, est un cardinal allemand de l'Église catholique romaine, bénédictin et président émérite de la commission pontificale « Ecclesia Dei ».

## Biographie

### Moine et prêtre
Né dans la ville allemande d'Altötting, il est entré dans l'ordre bénédictin à l'abbaye Saint-Michel de Metten, prenant le nom d'Augustin. Il fait sa profession monastique en 1931 puis étudie à l'université de Salzbourg et au collège Saint-Anselme de Rome.
Il est ordonné le 25 août 1935 et travaille à la faculté de son abbaye de 1937 à 1939. Il est ensuite professeur au collège Saint-Anselme de 1939 à 1966, dont il est le recteur de 1949 à 1966. Il est visiteur apostolique dans les séminaires suisses de 1957 à 1959.
Il devient ensuite secrétaire dans la commission préparatoire au concile Vatican II de 1960 à 1962. 
Le 3 novembre 1966, il est élu abbé de Saint-Michel de Metten à Metten en Bavière et reçoit la bénédiction abbatiale de Mgr Rudolf Graber, évêque de Ratisbonne.

### Évêque
Il est nommé secrétaire de la congrégation pour les religieux et les instituts séculiers le 8 septembre 1971.
Il est nommé évêque in partibus de Satrianum (de) le 6 janvier 1972 par le pape Paul VI qui le consacre le 13 février suivant, assisté par Bernardus Johannes Alfrink et William Conway.
Le 8 avril 1984 Jean-Paul II le nomme pro-préfet de la Congrégation pour les sacrements, issue de la scission de la Congrégation pour les sacrements et le culte divin établie par Paul VI en 1975.

### Cardinal
Il est créé cardinal par Jean-Paul II lors du consistoire du 25 mai 1985 avec le titre de cardinal-diacre de S. Anselmo all’Aventino. Il devient dans la foulée préfet de la congrégation. 
En juin 1988, il préside à la réunion de la Congrégation pour le culte divin et de la Congrégations des sacrements sous le nom de Congrégation pour le culte divin et la discipline des sacrements. Il en quitte la présidence quelques jours plus tard le 1er juillet 1988.
Dès le lendemain, il est nommé à la tête de la Commission pontificale « Ecclesia Dei », dans le but de ramener à la pleine communion les traditionalistes affiliés à des groupes comme les "Lefebvristes" de la Fraternité sacerdotale Saint-Pie-X (FSSPX). Il reconnaît les statuts de la Fraternité sacerdotale Saint-Pierre à l'automne 1988, puis ceux de la Fraternité Saint-Vincent-Ferrier. Il accueille les pèlerins du pèlerinage de Chartres à la Pentecôte 1991. C'est une première pour un cardinal de la curie. 
Il cesse d'être électeur en cas de conclave en 1991, lorsqu'il est atteint par l'âge de 80 ans. 
Il démissionne de la présidence de la commission le 1er juillet 1991. 
Il est nommé par le pape dans l'ordre des cardinaux-prêtres et son diaconat est élevé à ce titre pro hac vice le 29 juillet 1996.
Il devient le cardinal le plus âgé du Sacré Collège après le décès du cardinal autrichien Alfons Maria Stickler le 12 décembre 2007. Il meurt le 30 avril 2010, à Rome, à l'âge de 98 ans. Ersilio Tonini lui succède comme cardinal le plus âgé.